# Biały Bór (stacja kolejowa)
Biały Bór – stacja kolejowa w Białym Borze, w województwie zachodniopomorskim, w Polsce, na linii kolejowej nr 405, łączącej stację Piła Główna z Ustką.

## Ruch pasażerski
| Rok  | Wymiana pasażerska na dobę |
| ---- | -------------------------- |
| 2017 | 20-49                      |
| 2022 | 50-99                      |

W 2020 stacja przeszła modernizację, zbudowano nowe krawędzie peronowe i wymieniono urządzenia sterowania ruchem kolejowym na nowe. Wcześniej na stacji działała samoczynna mijanka systemu Kapsch, która jednak zostatała wyłączona po katastrofie kolejowej w Korzybiu w 2010. Z tego powodu latami stacja funkcjonowała jako przystanek osobowy.

## Połączenia
- Szczecinek
- Miastko
- Słupsk